# Léa Terzi
Pour les articles homonymes, voir Terzi.

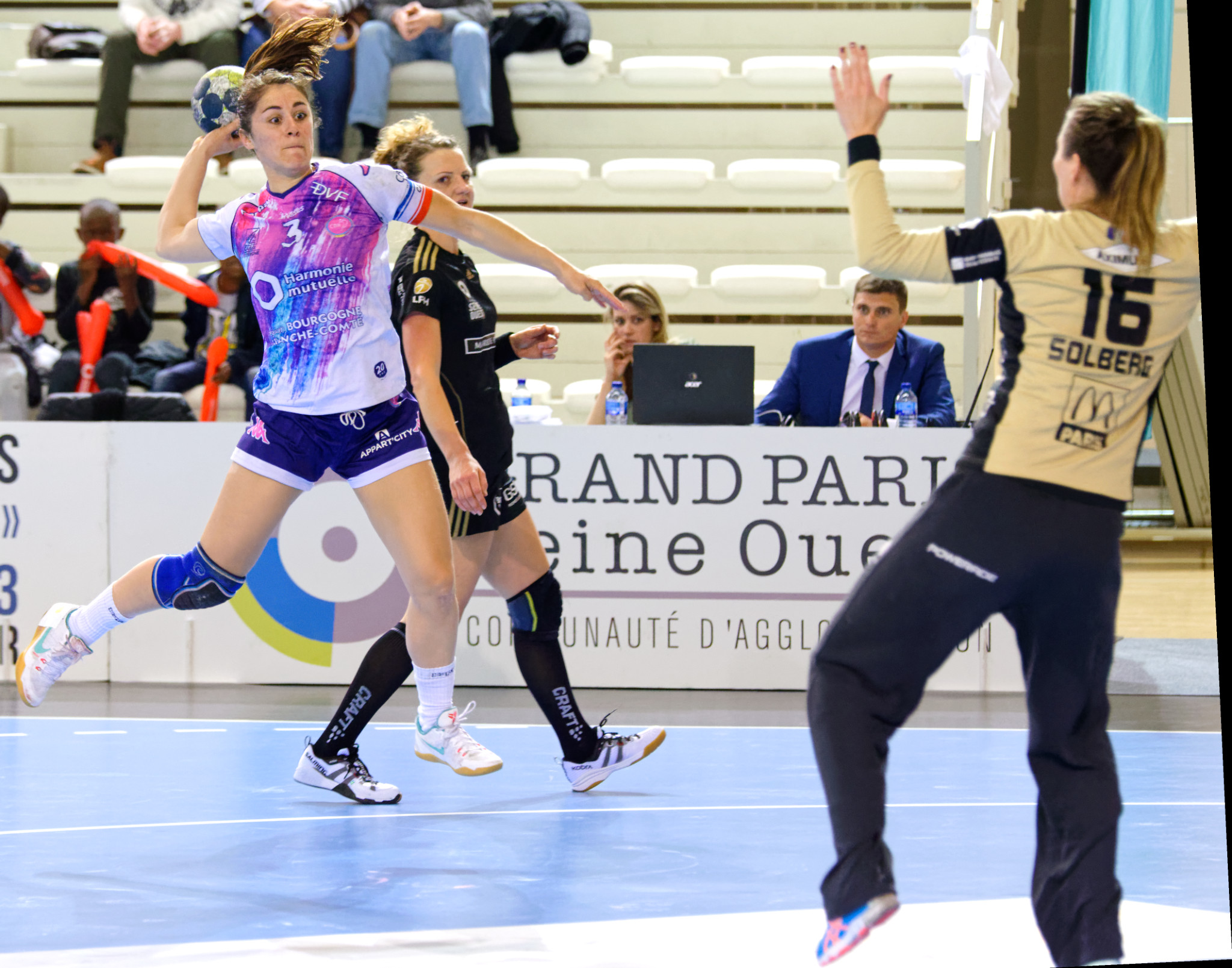
Rencontre de championnat entre Issy Paris Hand et Dijon. À Issy Les Moulineaux, le 22 avril 2017.

Léa Terzi est une joueuse de handball française née le 6 juillet 1988 à Nîmes, évoluant au poste d'ailière gauche au Cercle Dijon Bourgogne Handball, club où elle a été formée et dont elle est maintenant la capitaine.

## Biographie
Formée au club du CDB auquel elle est très attachée, Léa n'a connu que le club dijonnais dans sa carrière professionnelle. Elle participe notamment à la remontée du club en LFH en remportant le titre de Championne de France de D2 en 2014. 
À l'issue de la saison 2017-2018, elle met un terme à sa carrière.

## Palmarès
- finaliste de la Coupe de France en 2007 et 2013 (avec Cercle Dijon Bourgogne Handball)
- championne de France de D2 en 2014 (avec Cercle Dijon Bourgogne Handball)